# Grand Prix Belgie 2019
Grand Prix Belgie 2019 (oficiálně Formula 1 Johnnie Walker Belgian Grand Prix 2019) se jela na okruhu Circuit de Spa-Francorchamps v Stavelotu v Belgii dne 1. září 2019. Závod byl třináctým v pořadí v sezóně 2019 šampionátu Formule 1.

## Kvalifikace
| Poř.                       | No. | Jezdec             | Konstruktér               | Časy v kvalifikaci | Časy v kvalifikaci | Časy v kvalifikaci | Pořadí na startu |
| Poř.                       | No. | Jezdec             | Konstruktér               | Q1                 | Q2                 | Q3                 | Pořadí na startu |
| -------------------------- | --- | ------------------ | ------------------------- | ------------------ | ------------------ | ------------------ | ---------------- |
| 1                          | 16  | Charles Leclerc    | Ferrari                   | 1:43.587           | 1:42.938           | 1:42.519           | 1                |
| 2                          | 5   | Sebastian Vettel   | Ferrari                   | 1:44.109           | 1:43.037           | 1:43.267           | 2                |
| 3                          | 44  | Lewis Hamilton     | Mercedes                  | 1:45.260           | 1:43.592           | 1:43.282           | 3                |
| 4                          | 77  | Valtteri Bottas    | Mercedes                  | 1:45.141           | 1:43.980           | 1:43.415           | 4                |
| 5                          | 33  | Max Verstappen     | Red Bull Racing-Honda     | 1:44.622           | 1:44.132           | 1:43.690           | 5                |
| 6                          | 3   | Daniel Ricciardo   | Renault                   | 1:45.560           | 1:44.103           | 1:44.257           | 10               |
| 7                          | 27  | Nico Hülkenberg    | Renault                   | 1:45.899           | 1:44.549           | 1:44.542           | 12               |
| 8                          | 7   | Kimi Räikkönen     | Alfa Romeo Racing-Ferrari | 1:45.842           | 1:44.140           | 1:44.557           | 6                |
| 9                          | 11  | Sergio Pérez       | Racing Point-BWT Mercedes | 1:45.732           | 1:44.707           | 1:44.706           | 7                |
| 10                         | 20  | Kevin Magnussen    | Haas-Ferrari              | 1:45.839           | 1:44.738           | 1:45.086           | 8                |
| 11                         | 8   | Romain Grosjean    | Haas-Ferrari              | 1:45.694           | 1:44.797           |                    | 9                |
| 12                         | 4   | Lando Norris       | McLaren-Renault           | 1:46.154           | 1:44.847           |                    | 11               |
| 13                         | 18  | Lance Stroll       | Racing Point-BWT Mercedes | 1:46.000           | 1:45.047           |                    | 16               |
| 14                         | 23  | Alexander Albon    | Red Bull Racing-Honda     | 1:45.528           | 1:45.799           |                    | 17               |
| 15                         | 99  | Antonio Giovinazzi | Alfa Romeo Racing-Ferrari | 1:45.637           | Bez času           |                    | 18               |
| 16                         | 10  | Pierre Gasly       | Scuderia Toro Rosso-Honda | 1:46.435           |                    |                    | 13               |
| 17                         | 55  | Carlos Sainz Jr.   | McLaren-Renault           | 1:46.507           |                    |                    | 15               |
| 18                         | 26  | Daniil Kvjat       | Scuderia Toro Rosso-Honda | 1:46.518           |                    |                    | 19               |
| 19                         | 63  | George Russell     | Williams-Mercedes         | 1:47.548           |                    |                    | 14               |
| 107% času vítěze: 1:50.838 |     |                    |                           |                    |                    |                    |                  |
| DNQ                        | 88  | Robert Kubica      | Williams-Mercedes         | Bez času           |                    |                    | BOX              |
| Zdroj:                     |     |                    |                           |                    |                    |                    |                  |

Poznámky
1. 1 2 3  Daniel Ricciardo, Nico Hülkenberg a Carlos Sainz Jr. obdrželi trest posunu o 5 míst vzad za neplánovanou výměnu převodovky.
2. 1 2 3 4  Lance Stroll, Alexander Albon, Antonio Giovinazzi a Daniil Kvjat museli startovat na chvostu startovního roštu, za překročení počtu povolených pohonných jednotek.
3. ↑  Robert Kubica nezaznamenal čas, kterým by se kvalifikoval ve 107 % času vítěze. Zároveň obdržel trest posunu o 5 míst vzad za neplánovanou výměnu převodovky. Start mu byl povolen sportovními komisaři.

## Závod
| Poř.                                                                 | No. | Jezdec             | Konstruktér               | Počet kol | Čas/Odstoupení | Pořadí na startu | Body |
| -------------------------------------------------------------------- | --- | ------------------ | ------------------------- | --------- | -------------- | ---------------- | ---- |
| 1                                                                    | 16  | Charles Leclerc    | Ferrari                   | 44        | 1:23:45.710    | 1                | 25   |
| 2                                                                    | 44  | Lewis Hamilton     | Mercedes                  | 44        | +0.981         | 3                | 18   |
| 3                                                                    | 77  | Valtteri Bottas    | Mercedes                  | 44        | +12.585        | 4                | 15   |
| 4                                                                    | 5   | Sebastian Vettel   | Ferrari                   | 44        | +26.422        | 2                | 13   |
| 5                                                                    | 23  | Alexander Albon    | Red Bull Racing-Honda     | 44        | +1:21.325      | 17               | 10   |
| 6                                                                    | 11  | Sergio Pérez       | Racing Point-BWT Mercedes | 44        | +1:24.448      | 7                | 8    |
| 7                                                                    | 26  | Daniil Kvjat       | Scuderia Toro Rosso-Honda | 44        | +1:29.657      | 19               | 6    |
| 8                                                                    | 27  | Nico Hülkenberg    | Renault                   | 44        | +1:46.639      | 12               | 4    |
| 9                                                                    | 10  | Pierre Gasly       | Scuderia Toro Rosso-Honda | 44        | +1:49.168      | 13               | 2    |
| 10                                                                   | 18  | Lance Stroll       | Racing Point-BWT Mercedes | 44        | +1:49.838      | 16               | 1    |
| 11                                                                   | 4   | Lando Norris       | McLaren-Renault           | 43        | Ztráta výkonu  | 11               |      |
| 12                                                                   | 20  | Kevin Magnussen    | Haas-Ferrari              | 43        | +1 kolo        | 8                |      |
| 13                                                                   | 8   | Romain Grosjean    | Haas-Ferrari              | 43        | +1 kolo        | 9                |      |
| 14                                                                   | 3   | Daniel Ricciardo   | Renault                   | 43        | +1 kolo        | 10               |      |
| 15                                                                   | 63  | George Russell     | Williams-Mercedes         | 43        | +1 kolo        | 14               |      |
| 16                                                                   | 7   | Kimi Räikkönen     | Alfa Romeo Racing-Ferrari | 43        | +1 kolo        | 6                |      |
| 17                                                                   | 88  | Robert Kubica      | Williams-Mercedes         | 43        | +1 kolo        | BOX              |      |
| 18                                                                   | 99  | Antonio Giovinazzi | Alfa Romeo Racing-Ferrari | 42        | Nehoda         | 18               |      |
| Ret                                                                  | 55  | Carlos Sainz Jr.   | McLaren-Renault           | 1         | Ztráta výkonu  | 15               |      |
| Ret                                                                  | 33  | Max Verstappen     | Red Bull Racing-Honda     | 0         | Nehoda         | 5                |      |
| Nejrychlejší kolo: Sebastian Vettel (Ferrari) – 1:46.409 (v kole 36) |     |                    |                           |           |                |                  |      |
| Zdroj:                                                               |     |                    |                           |           |                |                  |      |

Poznámky
1. ↑  Sebastian Vettel získal jeden bod za zajetí nejrychlejšího kola.
2. 1 2  Lando Norris a Antonio Giovinazzi odstoupili ze závodu, ale byli klasifikováni, protože odjeli více než 90 % délky závodu.

## Průběžné pořadí po závodě
Pohár jezdců
|        | Pořadí | Jezdec           | Body |
| ------ | ------ | ---------------- | ---- |
|        | 1      | Lewis Hamilton   | 268  |
|        | 2      | Valtteri Bottas  | 203  |
|        | 3      | Max Verstappen   | 181  |
|        | 4      | Sebastian Vettel | 169  |
|        | 5      | Charles Leclerc  | 157  |
| Zdroj: |        |                  |      |

Pohár konstruktérů
|        | Pořadí | Konstruktér               | Body |
| ------ | ------ | ------------------------- | ---- |
|        | 1      | Mercedes                  | 471  |
|        | 2      | Ferrari                   | 326  |
|        | 3      | Red Bull Racing-Honda     | 254  |
|        | 4      | McLaren-Renault           | 82   |
|        | 5      | Scuderia Toro Rosso-Honda | 51   |
| Zdroj: |        |                           |      |